# Hannah Mancini

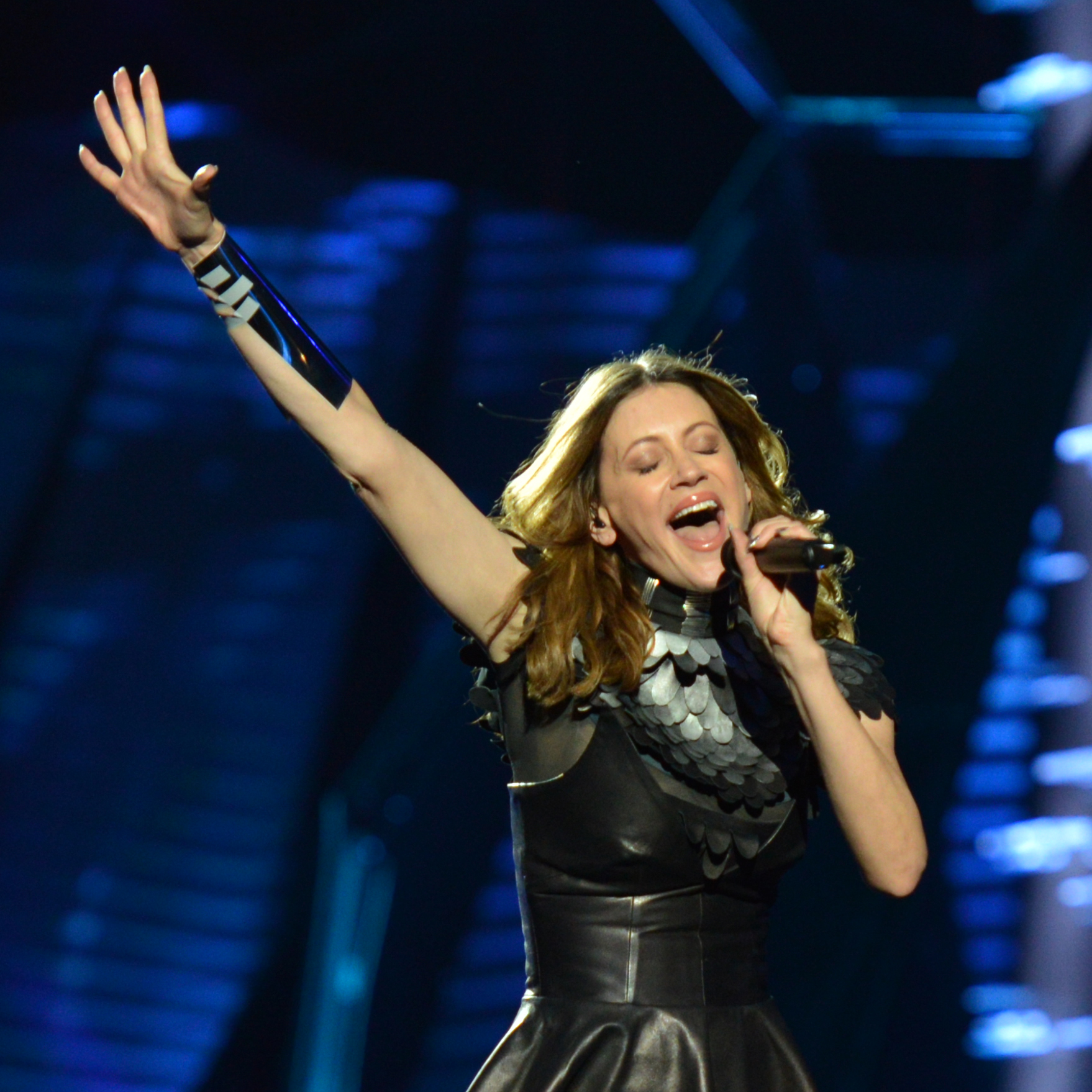
Hannah Mancini (2013)

Hannah Mancini (* 22. Januar 1973 in Fresno) ist eine US-amerikanische Sängerin. Sie lebt in Ljubljana. Bekannt ist Mancini durch ihre Teilnahme beim Eurovision Song Contest 2013.

## Karriere

### Erste Erfolge (2006–2012)
Seit 2006 singt sie bei der slowenischen Disco-Formation Xequtifz. Mit dem Dancetitel Ti si tisti nahm sie zusammen mit DJ Sylvain und Mike Vale bei der slowenischen Vorentscheidung zum Eurovision Song Contest 2011 teil ohne jedoch einen Sieg zu erringen. Mit der Single erreichte Mancini erstmals die slowenischen Singlecharts. Ende 2011 erschien Mancinis zweite Solosingle, diese jedoch floppte, genauso wie die dritte Single als Solo-Sängerin.

### Teilnahme am Eurovision Song Contest (2013/2014)
Für den Wettbewerb 2013 in Malmö wurde sie intern vom Sender RTV SLO ausgewählt für Slowenien anzutreten. Als Titel entschied man sich für die Dance/Dubstep-Eigenkomposition Straight into Love. Nach dem Auftritt im ersten Halbfinale schaffte sie jedoch nicht den Sprung ins Finale. Jedoch scheiterte nicht nur der Song beim Eurovision Song Contest 2013, sondern auch in den slowenischen Singlecharts, in denen Straight Into Love noch nicht mal vertreten war. Im Mai 2013 schaffte sie es mit der Single Back 2 Life zum zweiten Mal in die slowenischen Singlecharts.
Auch 2014 war Mancini am slowenischen Beitrag für den Eurovision Song Contest, für den sie den Text schrieb, beteiligt.

## Diskografie
Singles
- 2011: Ti Si Tisti (feat. DJ Sylvain und Mike Vale)
- 2011: Vibes On You (feat. Sare Havlicek)
- 2012: Time Flies (feat. Saalim)
- 2013: Straight Into Love
- 2013: Back 2 Life (feat. Vanillaz und Kosta Radman)